# Xelajú Mario Camposeco
Xelajú Mario Camposeco is een Guatemalteekse voetbalclub uit Quetzaltenango. De club speelt in de Liga Nacional de Guatemala en heeft als thuisstadion het Estadio Mario Camposeco, dat 11.000 plaatsen telt. De club staat ook bekend onder de afgekorte naam Xelajú MC. 

## Geschiedenis
Club Xelajú werd opgericht in 1928 onder de naam Germania. Later werd de clubnaam nog tweemaal veranderd: eerst in Adix en later in 1957 in het huidige Club Xelajú. De club werd driemaal kampioen van Guatemala. Het grootste internationale succes was het bereiken van de finale van de Copa Interclubes UNCAF in 1982. In de finale verloor Club Xelajú echter van Real España uit Honduras.

## Gewonnen prijzen
- Landskampioen: 1962, 1980, 1996, 2007, 2012
- Copa Centenario: 1973